# Xanthorhoe cindrelaria
Xanthorhoe cindrelaria är en fjärilsart som beskrevs av Franz Dannehl 1927. Xanthorhoe cindrelaria ingår i släktet Xanthorhoe och familjen mätare. Inga underarter finns listade i Catalogue of Life.